# Geo Ado
Pour les articles homonymes, voir GEO.
Geo Ado ou Géo Ado est un magazine mensuel ludo-éducatif destiné aux enfants et adolescents de 10 à 15 ans. Créé en janvier 2003 par Prisma Presse, il est repris en août 2008 par Milan Presse, appartenant à Bayard Presse.

## Diffusion
| Année | Diffusion France payée | Diffusion totale payée | Diffusion totale |
| ----- | ---------------------- | ---------------------- | ---------------- |
| 2012  | 49 205                 | 57 590                 | 58 485           |
| 2013  | 45 804                 | 50 580                 | 51 478           |
| 2014  | 36 247                 | 40 656                 | 41 594           |
| 2015  | 34 993                 | 39 200                 | 40 096           |
| 2016  | 33 617                 | 37 487                 | 38 407           |
| 2017  | 30 716                 | 34 354                 | 35 204           |
| 2018  | 28 109                 | 31 252                 | 32 057           |